# Молодіжний чемпіонат світу з футболу 1977
Молодіжний чемпіонат світу з футболу 1977 року (англ. 1977 FIFA World Youth Championship) — дебютний розіграш молодіжного чемпіонату світу, що проходив з 27 червня по 10 липня 1977 року в Тунісі. Перемогу здобула збірна СРСР, яка перемогла у фіналі в серії пенальті Мексику і таким чином здобула перший трофей у своїй історії. Найкращим гравцем турніру став Володимир Безсонов, відзначившись дублем у фіналі, а найкращим бомбардиром із 4 голами став бразилець Гіна.
Турнір проходив на чотирьох стадіонах у трьох містах: Туніс, Сус і Сфакс.

## Кваліфікація
Туніс автоматично отримав місце у фінальному турнірі на правах господаря. Решта 15 учасників визначилися за підсумками 5-ти молодіжних турнірів, що проводились кожною Конфедерацією, яка входить до ФІФА.
| Конфедерація | Турнір                                      | Збірні                                       |
| ------------ | ------------------------------------------- | -------------------------------------------- |
| АФК          | Молодіжний чемпіонат Азії 1977              | Іран Ірак                                    |
| КАФ          | Господар                                    | Туніс                                        |
| КАФ          | Африканська кваліфікація 1977               | Кот-д'Івуар Марокко                          |
| КОНКАКАФ     | Молодіжний чемпіонат КОНКАКАФ 1976          | Гондурас Мексика                             |
| КОНМЕБОЛ     | Молодіжний чемпіонат Південної Америки 1977 | Бразилія · Парагвай · Уругвай                |
| УЄФА         | Юнацький чемпіонат Європи (U-18) 1976       | Австрія Франція Угорщина Італія СРСР Іспанія |

## Стадіони
| Туніс                | Туніс Сус Сфакс | Туніс             |
| -------------------- | --------------- | ----------------- |
| Стад ель-Менза       | Туніс Сус Сфакс | Стад Чедлі Зуйтен |
|                      | Туніс Сус Сфакс |                   |
| Місткість: 45,000    | Туніс Сус Сфакс | Місткість: 18,000 |
| Сус                  | Туніс Сус Сфакс | Сфакс             |
| Олімпійський стадіон | Туніс Сус Сфакс | Стад Таєб Мхірі   |
|                      | Туніс Сус Сфакс |                   |
| Місткість: 10,000    | Туніс Сус Сфакс | Місткість: 4,000  |

## Склади
Команди мали подати заявку з 18 гравців (двоє з яких — воротарі).

## Груповий етап
Переможці груп проходять до півфіналу.
| Умовні колірні позначення | Умовні колірні позначення          |
| ------------------------- | ---------------------------------- |
|                           | Команди, що проходять до півфіналу |

### Група A
| Збірна  | О | І | В | Н | П | ГЗ | ГП | РГ | Кваліфікація        |
| ------- | - | - | - | - | - | -- | -- | -- | ------------------- |
| Мексика | 4 | 3 | 1 | 2 | 0 | 8  | 2  | +6 | Вийшли до півфіналу |
| Іспанія | 3 | 3 | 1 | 1 | 1 | 3  | 3  | 0  |                     |
| Франція | 3 | 3 | 1 | 1 | 1 | 3  | 3  | 0  |                     |
| Туніс   | 2 | 3 | 1 | 0 | 2 | 1  | 7  | −6 |                     |

| 27 червня 1977 12:00 |

| Франція       | 1 — 2    | Іспанія               |
| ------------- | -------- | --------------------- |
| Бакконньє 75' | (Report) | Ескобар 29' Касас 60' |

| Стад ель-Менза, Туніс Арбітр: Орхан Джебе (Туреччина) |

| 27 червня 1977 16:00 |

| Мексика                                         | 6 — 0    | Туніс |
| ----------------------------------------------- | -------- | ----- |
| Мансо 46, 47' Пласенсія 48, 69, 72' Гардуно 56' | Протокол |       |

| Стад ель-Менза, Туніс Арбітр: Фарук Бузо (Сирія) |

| 30 червня 1977 12:00 |

| Іспанія     | 1 — 1    | Мексика      |
| ----------- | -------- | ------------ |
| Ескобар 46' | Протокол | Родрігес 73' |

| Стад ель-Менза, Туніс Арбітр: Франц Верер (Австрія) |

| 30 червня 1977 16:00 |

| Туніс | 0 — 1    | Франція   |
| ----- | -------- | --------- |
|       | Протокол | Мейєр 20' |

| Стад ель-Менза, Туніс Арбітр: Артуро Ітурральде (Аргентина) |

| 3 липня 1977 12:00 |

| Франція  | 1 — 1    | Мексика   |
| -------- | -------- | --------- |
| Вісс 64' | Протокол | Мосес 70' |

| Стад ель-Менза, Туніс Арбітр: Джанфранко Менегалі (Італія) |

| 3 липня 1977 16:00 |

| Іспанія | 0 — 1    | Туніс          |
| ------- | -------- | -------------- |
|         | Протокол | Бен Фаттум 52' |

| Стад ель-Менза, Туніс Арбітр: Ельдар Азімзаде (СРСР) |

### Група B
| Збірна   | О | І | В | Н | П | ГЗ | ГП | РГ | Кваліфікація        |
| -------- | - | - | - | - | - | -- | -- | -- | ------------------- |
| Уругвай  | 6 | 3 | 3 | 0 | 0 | 6  | 1  | +5 | Вийшли до півфіналу |
| Гондурас | 4 | 3 | 2 | 0 | 1 | 3  | 1  | +2 |                     |
| Угорщина | 2 | 3 | 1 | 0 | 2 | 3  | 4  | −1 |                     |
| Марокко  | 0 | 3 | 0 | 0 | 3 | 0  | 6  | −6 |                     |

| 28 червня 1977 12:00 |

| Марокко | 0 — 1    | Гондурас    |
| ------- | -------- | ----------- |
|         | Протокол | Норалес 46' |

| Стад Чедлі Зуйтен, Туніс Арбітр: Жерар Расін (Швейцарія) |

| 28 червня 1977 16:00 |

| Уругвай                   | 2 — 1    | Угорщина  |
| ------------------------- | -------- | --------- |
| Діого 15' Біка 25' (пен.) | Протокол | Петер 17' |

| Стад Чедлі Зуйтен, Туніс Арбітр: Джанфранко Менегалі (Італія) |

| 1 липня 1977 12:00 |

| Гондурас | 0 — 1    | Уругвай    |
| -------- | -------- | ---------- |
|          | Протокол | Надаль 29' |

| Стад Чедлі Зуйтен, Туніс Арбітр: Бірам Н'Діає (Сенегал) |

| 1 липня 1977 16:00 |

| Угорщина             | 2 — 0    | Марокко |
| -------------------- | -------- | ------- |
| Керекеш 26' Надь 56' | Протокол |         |

| Стад Чедлі Зуйтен, Туніс Арбітр: Арналдо Коельйо (Бразилія) |

| 4 липня 1977 12:00 |

| Угорщина | 0 — 2    | Гондурас            |
| -------- | -------- | ------------------- |
|          | Протокол | Єрвуд 7' Дуарте 30' |

| Стад Чедлі Зуйтен, Туніс Арбітр: Сахар Ель-Хаварі (Єгипет) |

| 4 липня 1977 16:00 |

| Уругвай                         | 3 — 0    | Марокко |
| ------------------------------- | -------- | ------- |
| Надаль 36' Енріке 44' Рамос 51' | Протокол |         |

| Стад Чедлі Зуйтен, Туніс Арбітр: Фарук Бузо (Сирія) |

### Група C
| Збірна      | О | І | В | Н | П | ГЗ | ГП | РГ | Кваліфікація        |
| ----------- | - | - | - | - | - | -- | -- | -- | ------------------- |
| Бразилія    | 5 | 3 | 2 | 1 | 0 | 8  | 2  | +6 | Вийшли до півфіналу |
| Іран        | 3 | 3 | 1 | 1 | 1 | 4  | 5  | −1 |                     |
| Італія      | 2 | 3 | 0 | 2 | 1 | 1  | 3  | −2 |                     |
| Кот-д'Івуар | 2 | 3 | 0 | 2 | 1 | 2  | 5  | −3 |                     |

| 27 червня 1977 12:00 |

| Італія      | 1 — 1    | Кот-д'Івуар |
| ----------- | -------- | ----------- |
| Капуццо 11' | Протокол | Куассі 77'  |

| Олімпійський стадіон, Сус Арбітр: Еммануель Платотопулос (Греція) |

| 27 червня 1977 16:00 |

| Бразилія                                               | 5 — 1    | Іран        |
| ------------------------------------------------------ | -------- | ----------- |
| Гіна 22, 29, 39' Пауло Роберто 37' Жуніор Бразілія 52' | Протокол | Раджабі 55' |

| Олімпійський стадіон, Сус Арбітр: Мішель Вотро (Франція) |

| 30 червня 1977 12:00 |

| Іран | 0 — 0    | Італія |
| ---- | -------- | ------ |
|      | Протокол |        |

| Олімпійський стадіон, Сус Арбітр: Лайош Шомлаї (Угорщина) |

| 30 червня 1977 16:00 |

| Кот-д'Івуар | 1 — 1    | Бразилія   |
| ----------- | -------- | ---------- |
| Я Семон 46' | Протокол | Клебер 89' |

| Олімпійський стадіон, Сус Арбітр: Мохамед Кадрі (Туніс) |

| 3 липня 1977 12:00 |

| Іран                       | 3 — 0    | Кот-д'Івуар |
| -------------------------- | -------- | ----------- |
| Ашері 31, 87' Барзегар 80' | Протокол |             |

| Олімпійський стадіон, Сус Арбітр: Салем Махмуд Адаль (Сирія) |

| 3 липня 1977 16:00 |

| Бразилія              | 2 — 0    | Італія |
| --------------------- | -------- | ------ |
| Гіна 11' Паулінью 48' | Протокол |        |

| Олімпійський стадіон, Сус Арбітр: Душан Максимович (СФРЮ) |

### Група D
| Збірна   | О | І | В | Н | П | ГЗ | ГП | РГ | Кваліфікація        |
| -------- | - | - | - | - | - | -- | -- | -- | ------------------- |
| СРСР     | 5 | 3 | 2 | 1 | 0 | 5  | 2  | +3 | Вийшли до півфіналу |
| Парагвай | 4 | 3 | 2 | 0 | 1 | 6  | 2  | +4 |                     |
| Ірак     | 2 | 3 | 1 | 0 | 2 | 6  | 8  | −2 |                     |
| Австрія  | 1 | 3 | 0 | 1 | 2 | 1  | 6  | −5 |                     |

| 28 червня 1977 12:00 |

| СРСР                      | 3 — 1    | Ірак       |
| ------------------------- | -------- | ---------- |
| Петраков 19, 23' Баль 39' | Протокол | Луаїбі 77' |

| Стад Таєб Мхірі, Сфакс Арбітр: Анхель Франко Мартінес (Іспанія) |

| 28 червня 1977 16:00 |

| Австрія | 0 — 1    | Парагвай   |
| ------- | -------- | ---------- |
|         | Протокол | Морель 62' |

| Стад Таєб Мхірі, Сфакс Арбітр: Zoubir Benganif (Алжир) |

| 1 липня 1977 12:00 |

| Ірак                                           | 5 — 1    | Австрія   |
| ---------------------------------------------- | -------- | --------- |
| Луаїбі 30' Хуссейн 34, 38, 90+3' Хаммаді 90+4' | Протокол | Вайсс 28' |

| Стад Таєб Мхірі, Сфакс Арбітр: Тесфає Гебреєсус (Ефіопія) |

| 1 липня 1977 16:00 |

| Парагвай     | 1 — 2    | СРСР                         |
| ------------ | -------- | ---------------------------- |
| Батталья 38' | Протокол | Хідіятуллін 29' Безсонов 59' |

| Стад Таєб Мхірі, Сфакс Арбітр: Мішель Вотро (Франція) |

| 4 липня 1977 12:00 |

| Парагвай                                  | 4 — 0    | Ірак |
| ----------------------------------------- | -------- | ---- |
| Сальманьєго 26' Лопес 30, 68' Хіменес 67' | Протокол |      |

| Стад Таєб Мхірі, Сфакс Арбітр: Анхель Франко Мартінес (Іспанія) |

| 4 липня 1977 16:00 |

| Австрія | 0 — 0    | СРСР |
| ------- | -------- | ---- |
|         | Протокол |      |

| Стад Таєб Мхірі, Сфакс Арбітр: Мохамед Лараш (Марокко) |

## Плей-оф
|  | Півфінали       | Півфінали       |       |                 | Фінал               | Фінал |  |
|  |                 |                 |       |                 |                     |       |  |
|  | 6 липня - Туніс |                 |       |                 |                     |       |  |
|  | Мексика (пен.)  | 1 (5)           |       |                 |                     |       |  |
|  | Бразилія        | 1 (3)           |       |                 |                     |       |  |
|  |                 |                 |       |                 |                     |       |  |
|  |                 |                 |       |                 | 10 липня — Туніс    |       |  |
|  |                 |                 |       |                 | Мексика             | 2 (8) |  |
|  |                 | СРСР (пен.)     | 2 (9) |                 |                     |       |  |
|  |                 |                 |       |                 |                     |       |  |
|  |                 |                 |       |                 |                     |       |  |
|  |                 |                 |       |                 | Матч за третє місце |       |  |
|  | 6 липня — Туніс | 6 липня — Туніс |       | 9 липня — Туніс | 9 липня — Туніс     |       |  |
|  | Уругвай         | 0 (3)           |       | Бразилія        | 4                   |       |  |
|  | СРСР (пен.)     | 0 (4)           |       |                 | Уругвай             | 0     |  |

### Півфінали
| 6 липня 1977 12:00 |

| Мексика    | 1 — 1    | Бразилія       |
| ---------- | -------- | -------------- |
| Рерхіс 53' | Протокол | Жорже Луїс 59' |
|            | Пенальті |                |
|            | 5–3      |                |

| Стад ель-Менза, Туніс Арбітр: Анхель Франко Мартінес (Іспанія) |

| 7 липня 1977 12:00 |

| Уругвай | 0 — 0    | СРСР |
| ------- | -------- | ---- |
|         | Протокол |      |
|         | Пенальті |      |
|         | 3–4      |      |

| Стад ель-Менза, Туніс Арбітр: Джанфранко Менегалі (Італія) |

### Матч за третє місце
| 9 липня 1977 12:00 |

| Бразилія                                           | 4 — 0    | Уругвай |
| -------------------------------------------------- | -------- | ------- |
| Клебер 13' Пауло Роберто 30' Паулінью 53' Тьян 69' | Протокол |         |

| Стад ель-Менза, Туніс Арбітр: Фарук Бузо (Сирія) |

### Фінал
| 10 липня 1977 18:30 |

| Мексика               | 2 — 2 (д.ч.) (8-9 пен.) | СРСР             |
| --------------------- | ----------------------- | ---------------- |
| Гардуно 50' Мансо 58' | Протокол                | Безсонов 43, 54' |

| Стад ель-Менза, Туніс Глядачів: 22,000 Арбітр: Мішель Вотро (Франція) |

## Чемпіон
| Чемпіони світу U-20 1977 СРСР (1-ий титул) Олександр Новіков (в) • Валентин Крячко • Сергій Балтача • Віктор Каплун • Олексій Ільїн • Андрій Баль • Володимир Безсонов • Вагіз Хідіятуллін • Ігор Бичков • Роберт Халайджян • Валерій Петраков • Григорій Батич • Олександр Сопко • Сергій Кисельніков • Володимир Бодров • Сергій Ігумін • Сергій Жарков • Юрій Сивуха (в) • Головний тренер: Сергій Мосягін |

## Нагороди
По завершенні турніру були оголошені такі нагороди:
| Золотий бутс | Золотий м'яч       | Нагорода Fair Play |
| ------------ | ------------------ | ------------------ |
| Гіна         | Володимир Безсонов | Бразилія           |

## Бомбардири
Загалом 70 голів забили 49 різних гравців.
4 голи
- Гіна

3 голи
- Хуссейн Саїд
- Агустін Мансо
- Луїс Пласенсія
- Володимир Безсонов

2 голи
| - Клебер - Паулінью - Пауло Роберто - Мохарам Ашері | - Хуссейн Луаїбі - Фернандо Гардуно - Педро Лопес | - Валерій Петраков - Хосе Рікардо Ескобар - Амаро Надаль |

1 гол
| - Гайнц Вайсс - Жорже Луїс - Жуніор Бразілія - Тьян - Андре Вісс - Жерар Бакконньє - Тьєррі Мейєр - Хільберто Єарвуд - Хосе Енріке Дуарте - Пруденсіо Норалес - Імре Надь - Янош Керекеш | - Золтан Петер - Реза Раджабі - Абдолреза Барзегар - Хадді Хаммаді - Луїджі Капуццо - Оноре Я Семон - Люсьєн Куассі - Едуардо Мосес - Едуардо Рерхіс - Уго Родрігес - Еухеніо Хіменес | - Домінго Сальманьєго - Хуан Батталья - Віктор Морель - Андрій Баль - Вагіз Хідіятуллін - Хосе Касас - Алі Бен Фаттум - Альберто Біка - Даніель Енріке - Венансіо Рамос - Віктор Діого |

## Підсумкова таблиця
| М                              | Збірна      | І | В | Н | П | ГЗ | ГП | РГ  | О |
| ------------------------------ | ----------- | - | - | - | - | -- | -- | --- | - |
| 1                              | СРСР        | 5 | 2 | 3 | 0 | 7  | 4  | +3  | 7 |
| 2                              | Мексика     | 5 | 1 | 4 | 0 | 11 | 5  | +6  | 6 |
| 3                              | Бразилія    | 5 | 3 | 2 | 0 | 13 | 3  | +10 | 8 |
| 4                              | Уругвай     | 5 | 3 | 1 | 1 | 6  | 5  | +1  | 7 |
| Вибули після групового турніру |             |   |   |   |   |    |    |     |   |
| 5                              | Парагвай    | 3 | 2 | 0 | 1 | 6  | 2  | +4  | 4 |
| 6                              | Гондурас    | 3 | 2 | 0 | 1 | 3  | 1  | +2  | 4 |
| 7                              | Іспанія     | 3 | 1 | 1 | 1 | 3  | 3  | 0   | 3 |
| 7                              | Франція     | 3 | 1 | 1 | 1 | 3  | 3  | 0   | 3 |
| 9                              | Іран        | 3 | 1 | 1 | 1 | 4  | 5  | –1  | 3 |
| 10                             | Угорщина    | 3 | 1 | 0 | 2 | 3  | 4  | –1  | 2 |
| 11                             | Ірак        | 3 | 1 | 0 | 2 | 6  | 8  | –2  | 2 |
| 12                             | Італія      | 3 | 0 | 2 | 1 | 1  | 3  | –2  | 2 |
| 13                             | Кот-д'Івуар | 3 | 0 | 2 | 1 | 2  | 5  | –3  | 2 |
| 14                             | Туніс       | 3 | 1 | 0 | 2 | 1  | 7  | –6  | 2 |
| 15                             | Австрія     | 3 | 0 | 1 | 2 | 1  | 6  | –5  | 1 |
| 16                             | Марокко     | 3 | 0 | 0 | 3 | 0  | 6  | –6  | 0 |